# Chris Horton
Chris Horton (Los Angeles, 29 dicembre 1984) è un ex giocatore di football americano e allenatore di football americano statunitense che ha militato nel ruolo di safety nella National Football League. Fu scelto dai Washington Redskins nel corso del settimo giro del Draft NFL 2008. Al college ha giocato a football a UCLA.

## Carriera universitaria
Horton giocò com con gli UCLA Bruins, squadra rappresentativa dell'università della California.

## Carriera da giocatore

### Washington Redskins
Al draft NFL 2008 fu selezionato come 249ª scelta dai Washington Redskins. Il 12 giugno 2008 firmò un contratto di 3 anni del valore di 1,191 milioni di dollari, con 36.000 di dollari di bonus alla firma. Debuttò nella lega il 4 settembre 2008 nel ruolo di safety contro i New York Giants indossando la maglia numero 48.
Lo spazio maggior lo trovò nel suo anno di debutto a differenza delle due annate successive. L'8 novembre 2010 fu messo nella lista degli infortunati a causa di un infortunio alla caviglia. Horton fu svincolato dai Redskins il 3 settembre 2011 proprio prima dell'inizio della stagione 2011.

### New York Giants
Horton firmò un contratto coi New York Giants il 15 marzo 2012.

## Palmarès
- Rookie della settimana: 1

4ª del 2008
- Rookie difensivo del mese: 1

settembre 2008
- PFWA All-Rookie Team - 2008